# Peter Chernin
Peter Chernin, född 29 maj 1951 i Harrison i delstaten New York, är en amerikansk film- och TV-producent, affärsman och investerare. Han blev under Oscarsgalan 2017 nominerad i kategorin Bästa film, detta för sitt produktionsarbete i filmen Dolda tillgångar. Han blev också nominerad till ett PGA-pris, även detta för den tidigare nämnda filmen.
Chernin har studerat engelskspråkig litteratur på University of California i Berkeley, Kalifornien. Han är sedan år 1980 gift med Megan Brody, med vilken han har tre barn.

## Filmografi (i urval)

### Filmer
| - 2011 – Apornas planet: (r)evolution - 2012 – Parental Guidance - 2013 – Oblivion - 2013 – The Heat - 2014 – Apornas planet: Uppgörelsen - 2014 – The Drop - 2014 – St. Vincent - 2014 – Exodus: Gods and Kings - 2015 – Spy - 2016 – Mike and Dave Need Wedding Dates - 2016 – Miss Peregrines hem för besynnerliga barn - 2016 – Dolda tillgångar - 2017 – Snatched | - 2017 – Apornas planet: Striden - 2017 – The Mountain Between Us - 2017 – The Greatest Showman - 2018 – Red Sparrow - 2019 – Tolkien - 2019 – Le Mans '66 - 2019 – Spies in Disguise - 2020 – Underwater - 2021 – Fear Street Part One: 1994 - 2021 – Fear Street Part Two: 1978 - 2021 – Fear Street Part Three: 1666 - 2022 – Äventyr i Drömlandet - 2023 – Dicks: The Musical |

### TV-serier
- 2009 – Family Guy (TV-serie) (skådespelare)
- 2011–2012 – Breakout Kings (TV-serie)
- 2011–2018 – New Girl (TV-serie)
- 2011 – Terra Nova (TV-serie)
- 2012–2013 – Touch (TV-serie)
- 2012–2013 – Ben and Kate (TV-serie)
- 2019–2022 – See (TV-serie)
- 2019–2023 – Truth Be Told (TV-serie)
- 2020–nutid – P-Valley (TV-serie)
- 2021 – Bombay Begums (TV-serie)